# Bela Palanka
Bela Palanka (izvirno srbsko Бела Паланка) je naselje v Srbiji, ki je središče istoimenske občine; slednja pa je del Pirotskega upravnega okraja.

## Demografija
V naselju živi 6785 polnoletnih prebivalcev, pri čemer je njihova povprečna starost 39,0 let (37,7 pri moških in 40,3 pri ženskah). Naselje ima 3037 gospodinjstev, pri čemer je povprečno število članov na gospodinjstvo 2,84.
To naselje je, glede na rezultate popisa iz leta 2002, večinoma srbsko, a v času zadnjih 3 popisov je opazen porast števila prebivalcev.
|  |

| Demografija | Demografija     | Demografija     |
| Leto        | Št. prebivalcev | Št. prebivalcev |
| ----------- | --------------- | --------------- |
|             |                 |                 |
|             |                 |                 |
|             |                 |                 |
|             |                 |                 |
| 1948        | 2823            |                 |
| 1953        | 3168            |                 |
| 1961        | 4300            |                 |
| 1971        | 5772            |                 |
| 1981        | 7502            |                 |
| 1991        | 8347            | 8302            |
| 2002        | 8691            | 8626            |
|             |                 |                 |

| Etnična sestava po popisu iz leta 2002 | Etnična sestava po popisu iz leta 2002 | Etnična sestava po popisu iz leta 2002 | Etnična sestava po popisu iz leta 2002 | Etnična sestava po popisu iz leta 2002 |
| -------------------------------------- | -------------------------------------- | -------------------------------------- | -------------------------------------- | -------------------------------------- |
| Srbi                                   | Srbi                                   |                                        | 7.491                                  | 86,84%                                 |
| Romi                                   | Romi                                   |                                        | 1.018                                  | 11,80%                                 |
| Makedonci                              | Makedonci                              |                                        | 9                                      | 0,10%                                  |
| Jugoslovani                            | Jugoslovani                            |                                        | 7                                      | 0,08%                                  |
| Goranci                                | Goranci                                |                                        | 6                                      | 0,06%                                  |
| Črnogorci                              | Črnogorci                              |                                        | 4                                      | 0,04%                                  |
| Hrvati                                 | Hrvati                                 |                                        | 4                                      | 0,04%                                  |
| Bolgari                                | Bolgari                                |                                        | 4                                      | 0,04%                                  |
| Madžari                                | Madžari                                |                                        | 2                                      | 0,02%                                  |
| Slovenci                               | Slovenci                               |                                        | 1                                      | 0,01%                                  |
| Bošnjaki                               | Bošnjaki                               |                                        | 1                                      | 0,01%                                  |
| Neznano                                | Neznano                                |                                        | 35                                     | 0,40%                                  |